# Massif du Pelat
Pour les articles homonymes, voir Pelat.
Ne doit pas être confondu avec Massif du Pilat.
Le massif du Pelat est un massif des Alpes françaises situé sur les départements des Alpes-de-Haute-Provence et des Alpes-Maritimes.
Son nom vient du sommet principal du massif.
Le parc national du Mercantour englobe la partie nord du massif.

## Géographie

### Situation
Dans son acceptation la plus courante, le terme massif du Pelat désigne uniquement la partie la plus élevée, constituée des sommets du mont Pelat et du Cimet.
Au sens élargi (classification géographique des sommets), le massif s'étend du nord au sud entre le Verdon et le Var.
Il est entouré au nord et à l'est par le massif du Mercantour-Argentera (auquel il est parfois rattaché), au sud par les Préalpes de Castellane et à l'ouest par le massif des Trois-Évêchés.

### Principaux sommets
- le mont Pelat, 3 051 m, point culminant du massif
- le Cimet, 3 020 m
- le Téton, 2 969 m
- le Trou de l'Aigle, 2 961 m
- le Grand Cheval de Bois, 2 838 m
- le sommet des Garrets, 2 822 m
- le sommet de la Frema, 2 747 m
- les Grandes Tours du Lac, 2 745 m
- la montagne de l'Avalanche, 2 729 m
- le Grand Coyer, 2 693 m
- la tête de l'Encombrette, 2 682 m
- le Petit Coyer, 2 580 m
- le Mouriès, 2 540 m
- les aiguilles de Pelens, 2 523 m
- le mont Saint-Honorat, 2 520 m
- le puy du Pas Roubinous, 2 516 m

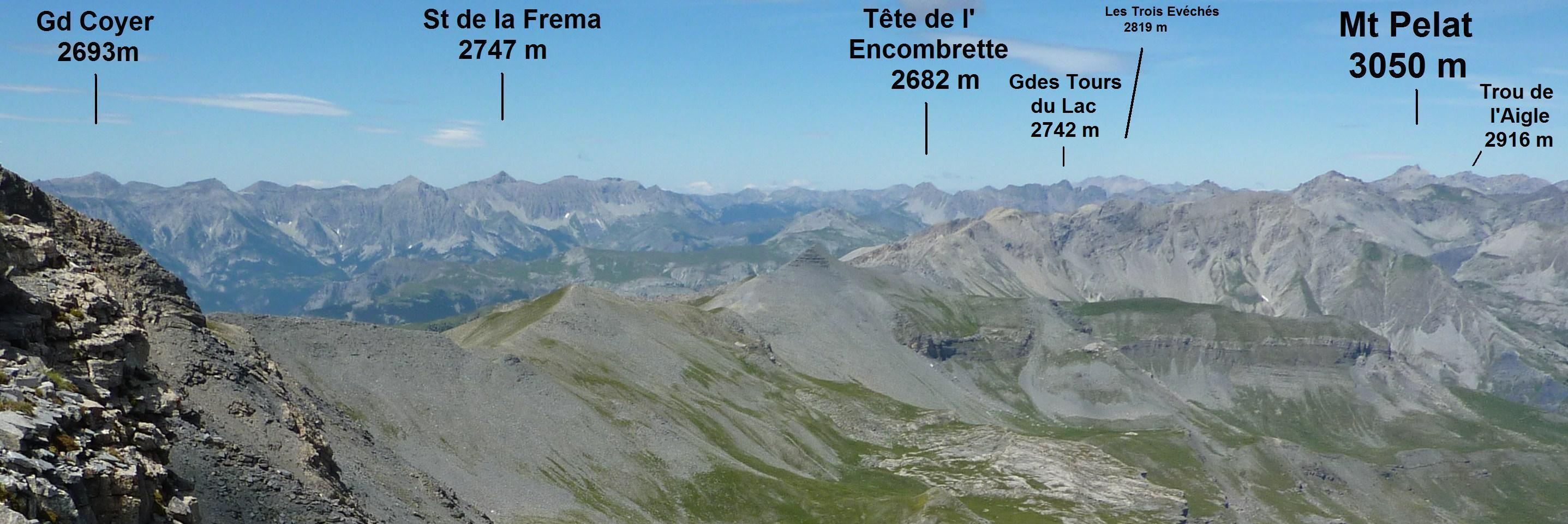
Vue panoramique légendée d'une partie du massif du Pelat, du sud (à gauche) au nord (à droite), depuis le sud-est à partir du mont Mounier (2817 m).

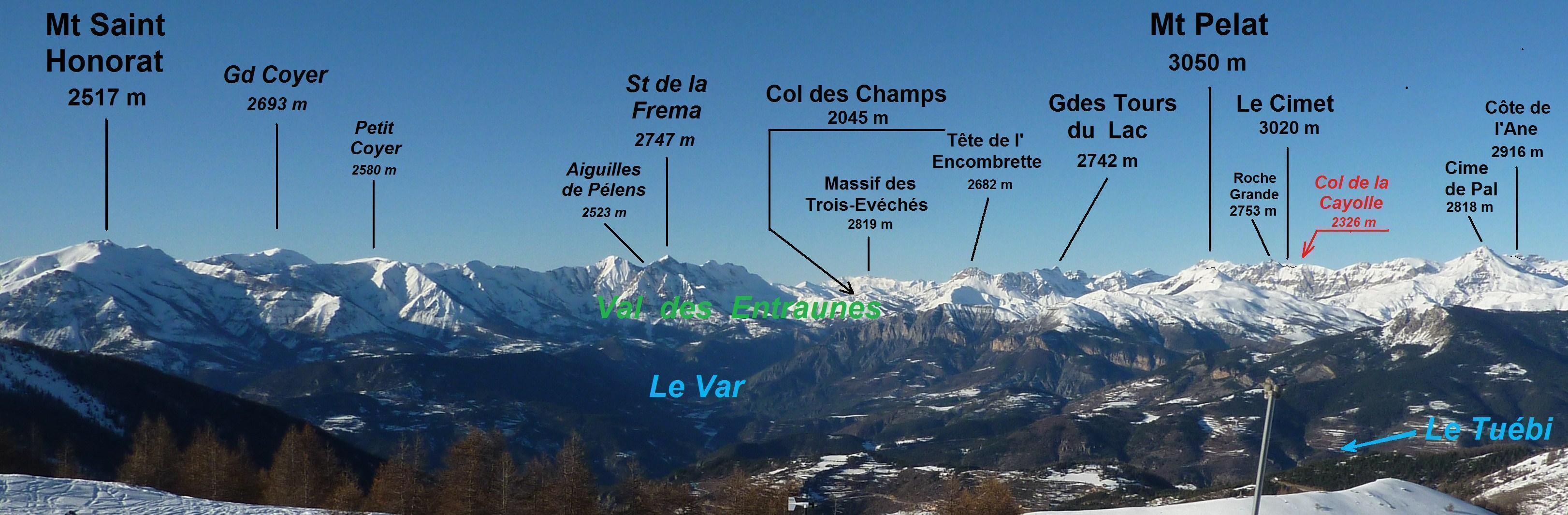
Panorama légendé du massif du Pelat vu du sud-est à partir de l'Adrech de Forche (Dreccia - 2011 m) au sud de la station de Valberg.

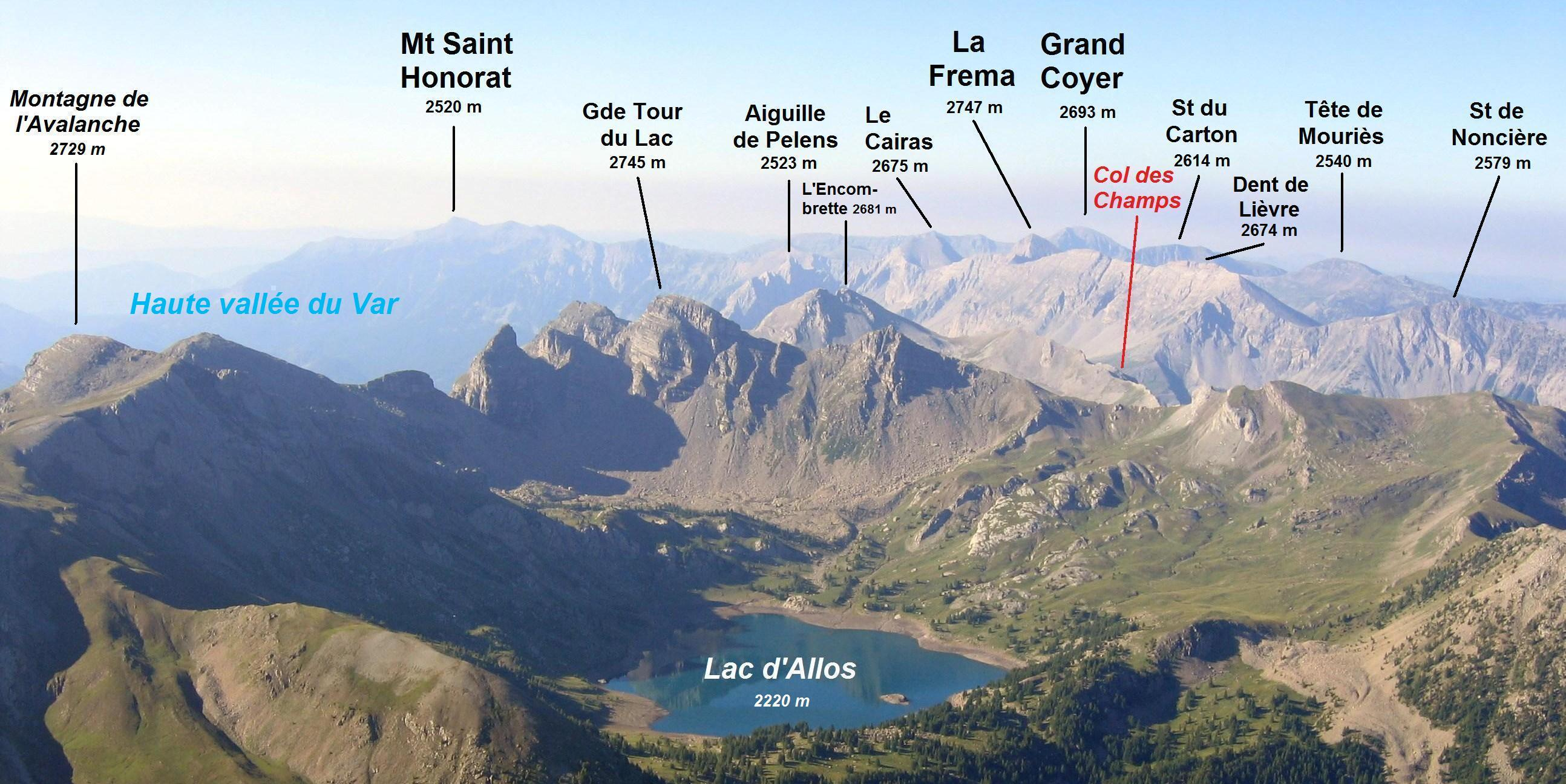
Panorama légendé du massif du Pelat (jusqu'au mont Saint-Honorat inclus) au sud du mont Pelat (3051 m) d'où est prise la photo.

### Géologie
Le massif du Pelat est constitué de :
- schiste pour la zone septentrionale, la plus élevée (sommets du Cimet et du Pelat) ;
- roches sédimentaires, principalement des calcaires, du grès et des marnes pour la partie méridionale.

La partie méridionale du massif se caractérise par l'affleurement de la série priabonienne, constituée, de bas en haut, de calcaires nummulitiques, de marnes bleues puis de grès d'Annot. Elle forme un étagement caractéristique d'une barre de calcaire blanc, d'une zone de reliefs plus mous, voire de ravines, puis de barres de grès, bien visible dans le paysage autour d'Annot.
Il se trouve à cheval entre les Alpes internes (partie Nord) et les Préalpes (pour la partie Sud).

## Activités
- Ski alpin : une partie des pistes de la Foux d'Allos se trouve sur le massif ;
- Randonnée : de très nombreuses randonnées sont possibles dans le massif, en particulier autour du lac d'Allos ;
- Ski de fond : la station de la Colle Saint-Michel dispose de 35 km de pistes balisées ;
- Escalade : le site des Grès d'Annot est réputé pour ses parois rocheuses.